# BR-277
Die BR-277 ist eine transversale Bundesstraße in Brasilien. Sie verläuft vollständig im Bundesstaat Paraná. Sie beginnt im Hafen von Paranaguá an der Brücke über den Rio Emboguaçu und endet nach 732 km in Foz do Iguaçu an der Freundschaftsbrücke über den Rio Paraná an der Grenze zu Paraguay. Sie ist durchgehend asphaltiert, auf gut 30 % des Streckenverlaufs ist sie vierspurig ausgebaut. 

## Verlauf
Die BR-227 verläuft von Osten nach Westen zwischen dem 25. und dem 26. Breitengrad.

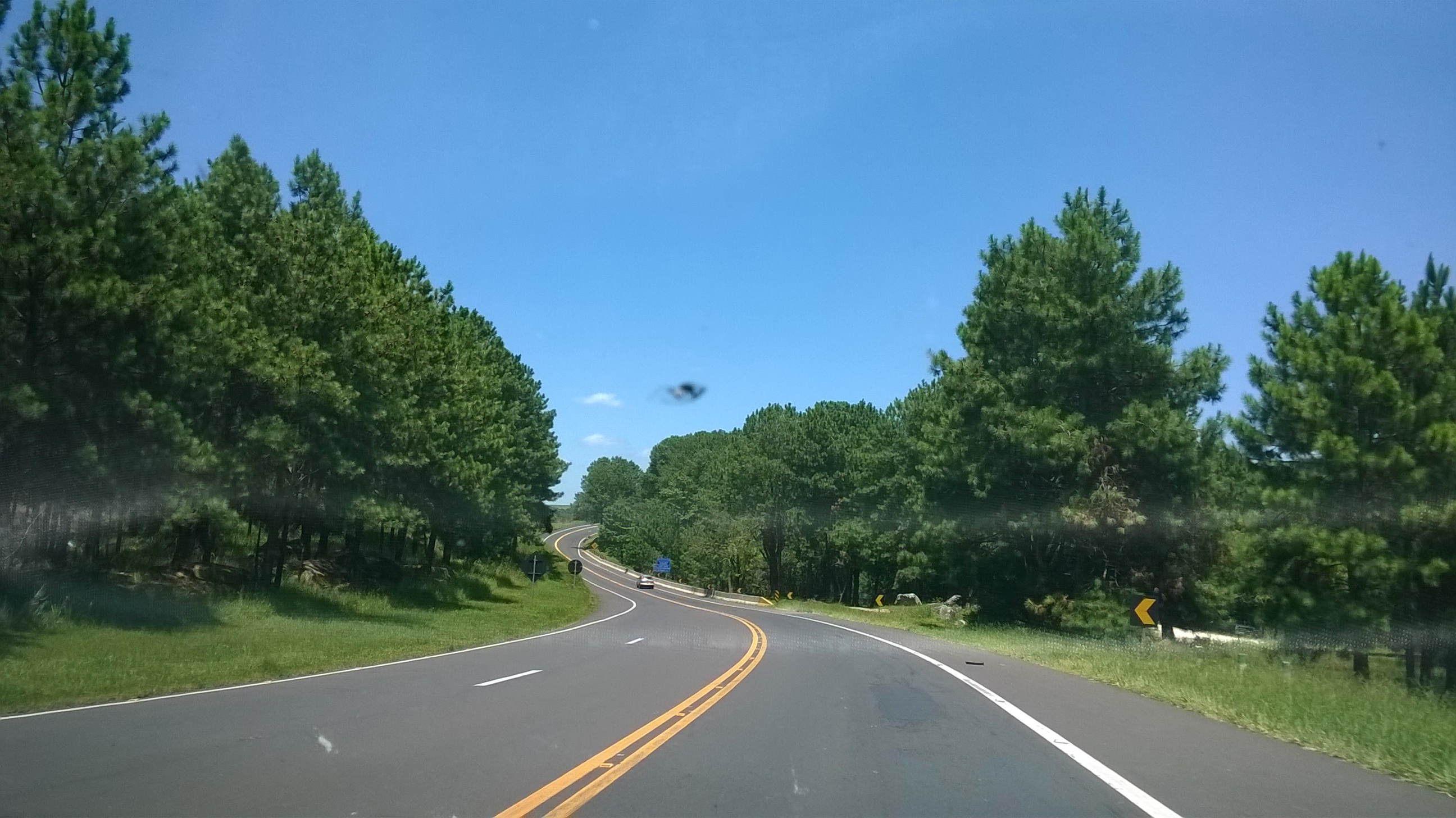
BR-277 bei Balsa Nova

Die wichtigsten Städte, die direkt von der BR-227 bedient werden, sind Paranaguá, Curitiba, Campo Largo, Palmeira, Irati, Prudentópolis, Guarapuava, Laranjeiras do Sul, Cascavel und Foz do Iguaçu, wo sie Anschluss an die Rodovia Transparaguaia nach Asunción hat.
Zwischen Curitiba und São Luiz do Purunã (im Munizip Balsa Nova) wird die BR-277 auf etwa 33 km mit der BR-376 (Rodovia do Café) gemeinsam geführt. Von Paranaguá bis zum Abzweig von der Rodovia do Café bei Kilometer 140 ist sie vierspurig ausgebaut, ebenso zwischen Foz do Iguaçu und Cascavel.

## Betreiber
Die BR-277 ist Teil des Paraná-Integrationsrings. Ihre Benutzung ist mautpflichtig. Betreibergesellschaften sind Ecovia (Curitiba, Paranaguá), Caminhos do  Paraná (Guarapuava, Ponta Grossa, Curitiba) und Ecocataratas (Cascavel, Foz do Iguaçu, Guarapuava).

## Wirtschaftliche Bedeutung
Die BR-227 dient neben dem Transport von landwirtschaftlichen, viehwirtschaftlichen und industriellen Produkten aus dem Süden des Bundesstaats Parana und dem Gütertransport zwischen Paraguay und dem Hafen Paranaguá. Über diesen Hafen laufen für Paraguay alle Ein- und Ausfuhren. Sämtliche Güter für Paraguay werden per LKW in das Zentrallager in Ciudad del Este am Rio Paraná gebracht und von hier auf den Staat verteilt. Der Hafen ist auch einer der wichtigsten brasilianischen Umschlagplätze für den Transport von illegalen Drogen nach Europa.

## Geschichte
Im April 1941 wurde die Straßenkommission Nr. 1 (CER-1 Comissão de Estradas de Rodagem nº1) gegründet. Sie hatte unter anderem die Aufgabe, den Ausbau der Straße zwischen Ponta Grossa und Guarapuava voranzutreiben und Studien über die Strecke von Guarapuava nach Foz do Iguaçu durchzuführen. Wegen fehlender Mittel konnte sie erst 1958 ihren Auftrag erfüllen. Angesichts des wirtschaftlichen Entwicklungsschubs im Südwesten Paranás beschloss die Bundesregierung, die Straße zu asphaltieren. Sie konnte im März 1969 als BR-277 - "Grande Estrada" freigegeben werden.